# 高谷川 (利根川水系)

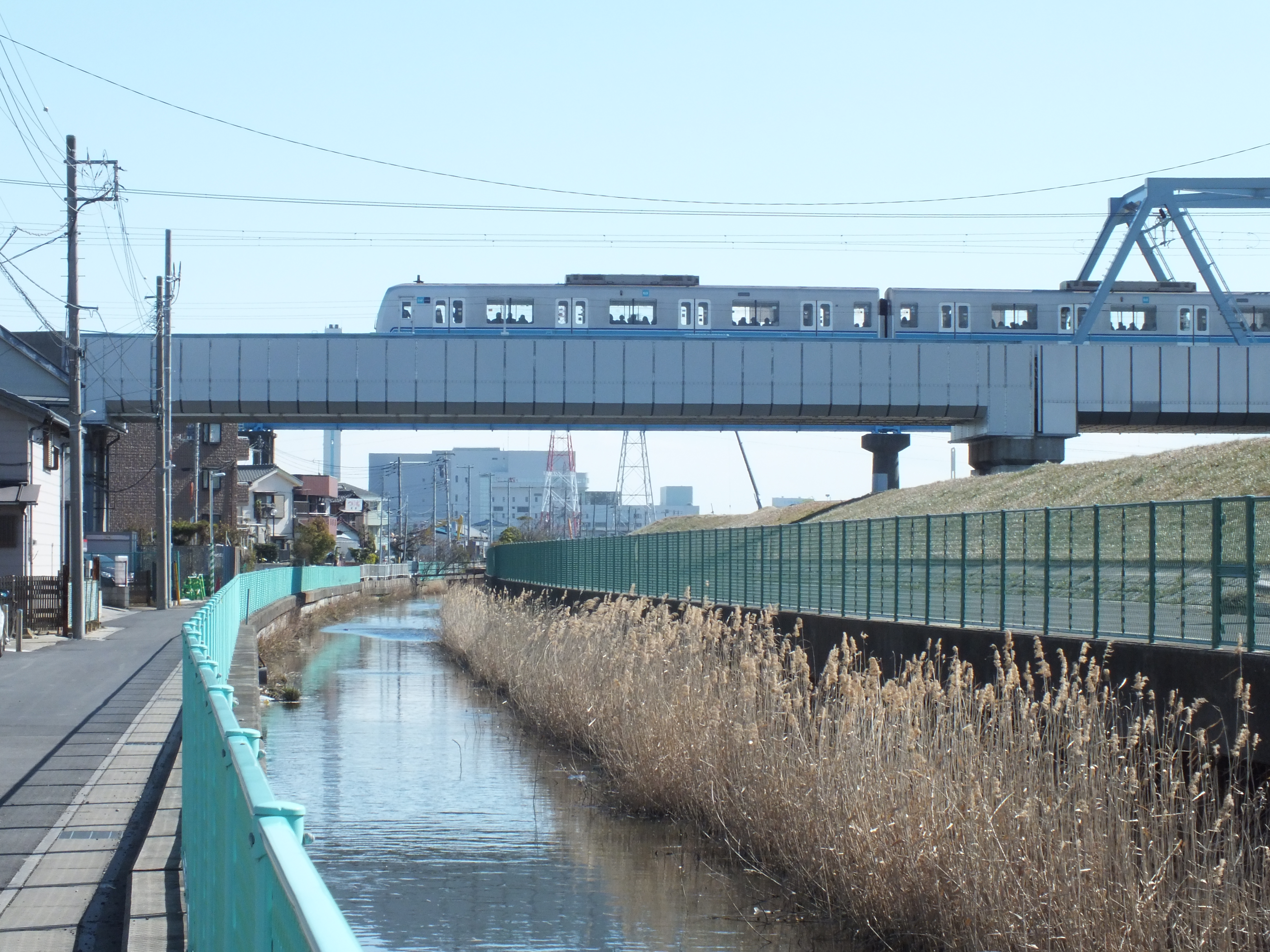
江戸川土手脇

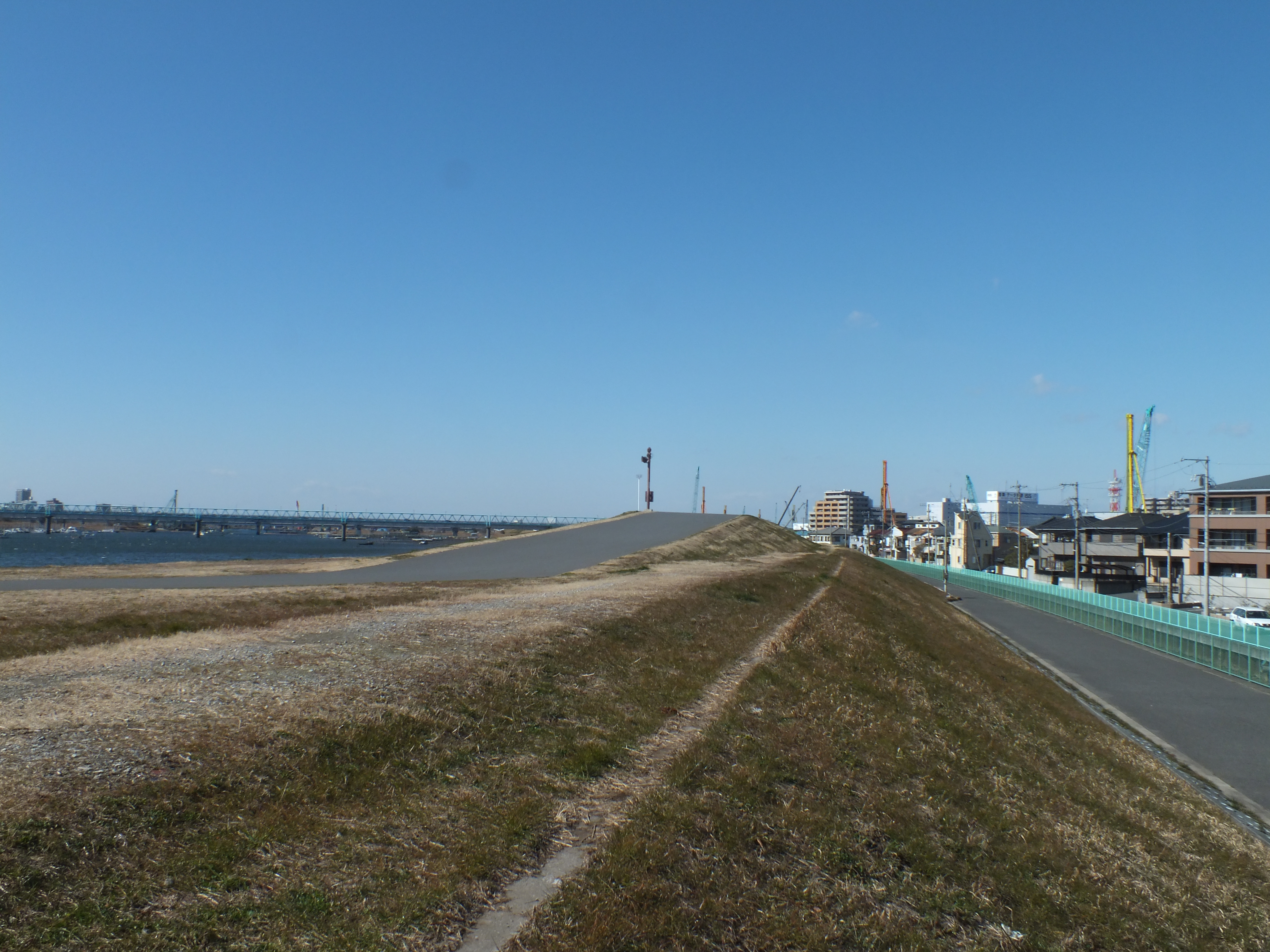
江戸川（左）と高谷川（右）

高谷川（こうやがわ）は、千葉県市川市を流れる利根川水系の一級河川。

## 地理
市川市稲荷木に、秣川を下流端とする雨水幹線排水路が流れている。上流端が千葉県道6号市川浦安線の新行徳橋にあたり、そこより東京湾側が「高谷川」という名称である。排水路は高谷川に接続する上流部は現在開渠だが、中下流部は暗渠化ないし緑道化されている。
江戸川沿いの土手脇を流れ、周囲は東京外かく環状道路（東京外環自動車道）延伸予定区間であるため未利用地が多い。高谷付近で土手脇を外れると川幅が広くなり、市川流通団地などの工業地域を流れる。川幅の広い下流部1,100mは湛水域で、洪水の際に一時的に貯水が可能になっている。国道357号・首都高速湾岸線・JR京葉線を相次いで越えるとすぐに高谷水門・高谷川排水機場に当たる。高谷橋で向きを北東に変えると、高谷水路を合わせて真間川に合流する。全区間が千葉県管轄の一級河川に指定されている。

## 治水
流域では1970年代より都市化が進行し雨水流出量が増え、低地であるため大雨により道路冠水や内水被害が発生しやすい状況にある。1971年（昭和46年）3月20日に一級河川指定を受け、護岸工事や水門・排水機場設置を行うなどの対策が行われたが、抜本的な対策や雨水事業は事業主（千葉県）側の厳しい財政状況や外環道計画の影響もあり見送られてきた。

### 外環道による下水道分断対策
外環道の千葉区間を半地下区間とする都市計画変更を受け、1995年（平成7年）以降流域への影響に関して協議がなされた。高谷・田尻地区では従来高谷川1 - 3号幹線下水道により排水を高谷川中流域に流していたが、外環道建設により分断されることになった。また江戸川スーパー堤防計画が浮上し高谷川周辺の土地利用に影響しているため、分断対策として外環道東縁のサービス道路地下に下水道幹線を新設（名称上は高谷川1号幹線下水道を外環道に沿って南伸）して下水道を付け替え、下流部にて高谷川に接続させるという結論に至った。外環道工事の進捗に合わせて整備を進め、2017年（平成29年）度末に完成予定。

### 排水機能増強と河川改修
市街化の進行で地盤沈下が起こり、外環道建設により更なる排水量増大が予想されるため、水位上昇への対策を講じる必要性が出た。そのため1998年（平成10年）度より老朽化の進む下流部の水門・排水機場の増強を行う事業（総事業費8,000万円）が2015年（平成27年）3月まで進められた。既存の水門を撤去する代わりに、毎秒40立方メートルの流量に対応できる水門を新設。また既存の排水機場（毎秒7.4立方メートル）を撤去する代わりに、その下流部に毎秒12立方メートルの排水機場が新設された。
一方で2003年（平成15年）8月14日から8月16日にかけての大雨により、溢水を起こした高谷川の護岸が100m程にわたり水圧により決壊、道路が陥没する事故が起きた。護岸は1978年（昭和53年）に施工された矢板で、護岸脇に鉄板を設置することで仮対応している。隣接家屋への被害はなかったが、設備は老朽化が進み追加の護岸工事が待たれる状況である。千葉県と市川市の協議により2007年（平成19年）度に時間雨量50mmに対応できるような雨水整備の方針を決め、前述の排水機能増強とともに河川改修や湛水域掘削を進めている。市川市側は真間川の北原木排水機場強化とともに、真間川へも効果的に排水できるような流域の排水系統整備を行っている。

### 稲荷木の排水路
高谷川より上流部にあたる稲荷木の排水路は延長1,135mで、かつては全区間開水路だったが1985年（昭和60年）より雨水幹線として活用するため暗渠化する改修整備事業が行われた。うち下流側973mについては1998年（平成10年）度までに整備が済み暗渠化されている。更に1995年（平成7年）度までに整備された旧道の橋より下流部490mは「稲荷木緑道」として緑道化され、地域住民の貴重な憩いの場となっている。旧道の橋より上流部250mも整備が済み暗渠化されているが、生活道路とするか緑道化するかで地域住民の意見が割れ、現状歩行者通路のまま未利用地となっている。
現在未整備の上流部162mは開渠のままだが、稲荷木地域の浸水被害が下流部の整備で既に解消されたことや、外環道延伸・高谷川河川改修事業の計画変更の影響を受け休工状態にある。だが開渠部沿いの道路は幅員が非常に狭く、またアシが繁茂するため早期の暗渠化・上部利用が望まれている。2004年（平成16年）には暫定的に水路を挟んで逆の区域を舗装し、歩道として利用できるようにしている。

## 参考資料
- 高谷川事業再評価
- 高谷川市街地整備河川事業（千葉県）
- 広報いちかわ下水道事業特別号（2012年9月1日）
- 市川市議会会議録　2003年9月第5日目（9月12日）
- 市川市議会会議録　2004年2月第9日目（3月18日）
- 市川市議会会議録　2005年9月第8日目（9月23日）
- 市川市議会会議録　2009年9月第8日目（9月18日）
- 市川市議会会議録　2010年6月第8日目（6月17日）
- 市川市議会会議録　2012年9月第4日目（9月25日）
- 市川市議会会議録　2016年2月第4日目（2月29日）